# Panguitch
Panguitch város az USA Utah államában. Garfield megyében, melynek megyeszékhelye is. Lakosainak száma 1725 fő (2020. április 1.).

## Népesség
A település népességének változása:

| 2010 | 1 520 |
| 2020 | 1 725 |